# Podocarpus trinitensis
Podocarpus trinitensis är en barrträdart som beskrevs av J.T. Buchholz och Netta Elizabeth Gray. Podocarpus trinitensis ingår i släktet Podocarpus och familjen Podocarpaceae. IUCN kategoriserar arten globalt som otillräckligt studerad. Inga underarter finns listade i Catalogue of Life.